# Jean Pierre Meille
Jean Pierre Meille (Luserna San Giovanni, 1817 – Luserna San Giovanni, 1887) è stato un pastore protestante italiano. È stato il promotore della fondazione della casa editrice Claudiana e il suo primo direttore.

## Studi
Studiò teologia a Losanna (Svizzera), dove fu formato nella «teologia del Risveglio» e divenne discepolo di Alexandre Vinet. Rientrato in Italia, nel 1848-49 perfezionò l'italiano a Firenze, dove era stato mandato su decisione del Sinodo del 1848 insieme ai pastori B. Malan, B. Tron e F. Gay. A Firenze incontrò il giovane Paolo Geymonat, non ancora consacrato pastore, che non aveva potuto raggiungere Roma, dove era stato inviato dal Sinodo per iniziare l'evangelizzazione, fermato dall'assedio francese.

## Attività pastorale
Poco dopo le Regie Lettere patenti del 17 febbraio 1848, con cui Carlo Alberto di Savoia concedeva ai piemontesi di religione valdese i diritti civili, venne inviato a Torino dalla Tavola valdese quale aiuto-pastore valdese della comunità valdese presente in quella città. Nel 1865 divenne il pastore titolare della comunità valdese italiana di Torino, incarico che esercitò fino al 1884.

## Attività culturali e assistenziali
Meille si distinse per la sua grande capacità di aggregazione, che portò alla fondazione di numerose società assistenziali e culturali.
Fondò i primi giornali valdesi, L'Echo des Vallées Vaudoises nel 1848 e La Buona Novella, redatto a Torino e destinato all'evangelizzazione, nel 1851. Nel 1855 promosse inoltre la fondazione della Claudiana, casa editrice di riferimento del protestantesimo italiano.
Al pastore Jean Pierre Meille si devono inoltre la promozione e lo sviluppo di numerose associazioni che, all'interno della Comunità valdese, si occupavano di famiglie indigenti, di donne senza lavoro, di fanciulli in precarie condizioni di salute, di giovani da avviare a un mestiere. A Meille si deve la fondazione, nel 1865, dell'Istituto degli artigianelli valdesi, la prima istituzione valdese non rivolta direttamente ad attività assistenziali ma alla promozione sociale e alla formazione professionale dei giovani delle Valli valdesi del Piemonte.
A Meille si deve inoltre la nuova sistemazione dell'Ospedale valdese di Torino, fondato nel 1843 dal pastore Amedeo Bert: un cospicuo contributo economico del banchiere Luigi Long consentì infatti l'edificazione, nel 1871, dell'attuale sede di via Berthollet. Fondò infine la Casa valdese di Borgio Verezzi (SV), una casa al mare per le colonie di bambini delle Valli valdesi e di Torino.

## Opere
- Catechismo, ossia sunto della dottrina cristiana, Torino, Claudiana, 1874.
- Il Generale Beckwith, Torino, Claudiana, 1879.